# My Pokémon Ranch
My Pokémon Ranch (яп. みんなのポケモン牧場 минна но покэмон бокудзё:, «Моё ранчо покемонов») — компьютерная игра для игровой приставки Wii, разработанная компанией Ambrella и выпущенная Nintendo в 2008 году. Она распространяется через виртуальный сервис WiiWare и вышла 25 марта 2008 года в Японии, 9 июня 2008 года — в США, и 4 июля того же года в Европе и в Австралии. Её стоимость составляет 1000 Wii Points.
Игра позволяет хранить покемонов из игр Pokémon Diamond и Pearl для портативной игровой системы Nintendo DS на Wii, в Японии можно было скачать обновление, позволяющее хранить покемонов из Pokémon Platinum. My Pokémon Ranch не имеет совместимости с Pokémon HeartGold и SoulSilver. Игра получила в основном негативные отзывы игровой прессы.

## Описание

Mii, общающиеся с покемонами на ранчо

My Pokémon Ranch позволяет, подобно Pokémon Box Ruby & Sapphire, игроку хранить на Wii до тысячи покемонов, пойманных в Pokémon Diamond и Pearl, хотя с обновлением, вышедшим только в Японии, количество покемонов увеличивается до 1500. Всего можно хранить покемонов максимум с восьми различных картриджей. Покемоны, помещённые в игру, отображены в виде трёхмерных моделей. Все покемоны находятся на ранчо, которым управляет Хэйли, подруга Бебе, персонажа Diamond, Pearl и Platinum, создавшей хранилище покемонов в регионе Синно. Кроме того, с покемонами могут взаимодействовать Mii, аватары игроков на Wii.
Тем не менее, в эту игру можно играть, даже если у игрока нет Diamond или Pearl. С самого начала даётся шесть покемонов, а каждый день игрок будет получать одного дополнительного. Хэйли иногда даёт игроку задание загрузить покемона, ещё не отмеченного у него в Покедексе, вместе с тем она ещё даёт подсказку, где его искать в Diamond и Pearl. Кроме того, Хэйли иногда может меняться с игроком покемонами. По мере того, как на ранчо появляются новые виды покемонов, в игре открываются новые возможности. На ранчо присутствует возможность тренировать покемонов.
Как и Mii на Mii-канале, покемоны способны совершать различные действия: общаться между собой, играть друг с другом и спать на ранчо у других игроков. Есть функция, позволяющая делать скриншоты покемонов, а затем выкладывать снимки экрана в формате .jpg в Интернет или на SD-карту Wii.

## Отзывы и критика
| Сводный рейтинг    | Сводный рейтинг |
| Агрегатор          | Оценка          |
| ------------------ | --------------- |
| GameRankings       | 46 %            |
| Metacritic         | 47 %            |
| Иноязычные издания |                 |
| Издание            | Оценка          |
| Eurogamer          | 1/10            |
| GamePro            | 7/10            |
| IGN                | 4/10            |
| ONM                | 48 %            |

В общем и целом игра получила крайне негативные отзывы прессы, на что указывает низкая средняя оценка в 47 % на сайте Metacritic и 46 % на сайте Game Rankings. Крэйг Харрис, обозревавший игру на сайте IGN, был разочарован My Pokémon Ranch, поскольку, по его словам, она похожа больше на скринсейвер, нежели на игру, а графика просто «отвратительна». При этом Харрис понимал, что трёхмерные модели покемонов были сделаны малополигональными специально, чтобы они выглядели в стиле Mii, но, по мнению журналиста, «нормальные модели» смотрелись бы куда лучше. Тем не менее, хороших отзывов журналист удостоил возможность соединения с Diamond и Pearl. WiiWare World, ныне известный как Nintendo Life, дал игре 4 балла из 10, назвав её «куцой». Хотя WiiWare World счёл, что у игры была «уйма нераскрытого потенциала», тем не менее, он её порекомендовал фанатам «Покемона» младшего возраста. Official Nintendo Magazine поставил игре оценку в 48 %, задаваясь вопросом, почему игра такого низкого качества стоит так дорого, и счёл, что игру купят только самые ярые поклонники серии. Eurogamer поставил игре минимальную оценку в 1 балл из десяти, отметив, что, без Diamond или Pearl игра совершенно не стоит того, чтобы обращать на неё какое-либо внимание. Обозреватель обратил внимание на то, что, если бы игра была бы бесплатной, то её ещё бы стоило загружать.